# Никулино (Опокский сельсовет)
Никулино — деревня в Великоустюгском районе Вологодской области.
Входит в состав Опокского сельского поселения, с точки зрения административно-территориального деления — в Опокский сельсовет.
Расстояние по автодороге до районного центра Великого Устюга — 61 км, до центра муниципального образования Полдарсы — 2 км. Ближайшие населённые пункты — Прилуки, Прилуки, Полдарса.
По переписи 2002 года население — 2 человека.